# براكاش تشاند
براكاش تشاند هو شخصية أعمال كندي، ولد في عقد 1980 في وينيبيغ في كندا.